# Onofre Pons Sureda
Onofre Jaume Pons Sureda (Sa Pobla, 8 de desembre de 1956) metge oncòleg, escriptor i polític mallorquí.
Es llicencià en medicina i cirurgia per la Universitat de Barcelona en 1980. S'especialitzà en oncologia mèdica per la Universitat Autònoma de Madrid.
Entre 1984 i 1990 ha treballat per la Clínica Rotger (Palma) i a l'Hospital Universitari de Son Dureta (Palma), on ha realitzat treballs de sotsdirector mèdic i de coordinar de la Unitat de Cures Pal·liatives del Servei d'Oncologia Mèdica.
Ha treballat com a coordinador oncològic de l'Associació Espanyola de Lluita Contra el Càncer des de 1984 a 1990.
En 2000 fou nomenat president del comitè tècnic i director de Serveis Sanitaris del Servei Balear de Salut.
Com a polític, començà a militar en el Partit Socialista de Mallorca (PSM). Fou regidor de l'ajuntament de Sa Pobla des de 1991 fins al 2007.
Insígnia de plata del Col·legi Oficial de Metges de les Illes Balears en 2006. Des del 2006 treballa al nou hospital Comarcal d'Inca.
És autor del llibre Rondalles de metges vells (Inca, 2000), anecdotari relatiu a l'exercici de la medicina, en la major part amb vincles amb sa Pobla.